# Seznam vojaških kratic na T
To je seznam vojaških kratic, ki se prično s črko T.

## Seznam
- TACAMO
- TB (francosko Train blindé) označuje Oklepni vlak.
- TČ
- TFK
- Techn.
- TO
- TO&E (angleško Table of Organization and Equipment) označuje Tabela organizacije in opreme.
- Tr.Üb.Pl.
- TO je slovenska vojaška kratica, ki označuje Teritorialna obramba.
- TO RS je slovenska vojaška kratica, ki označuje Teritorialna obramba Republike Slovenije.
- TOS - glej TO RS.
- TOW
- TPČ je slovenska vojaška kratica, ki označuje Tajno poveljevanje četam.
- TQM (angleško Transport Quarter Master) je ameriška kratica, ki označuje Šef nastanitve transporta.
- TV
- TWL